# 崔知温
崔知温（627年—683年4月27日），字礼仁，许州鄢陵县（今河南省许昌市鄢陵县）人，唐朝官员，唐高宗年间任宰相。

## 家世
崔知温出自清河崔氏定著六房之一的许州鄢陵房，祖父崔世枢官爵终唐朝司农卿、使持节陕州诸军事、陕州刺史、散骑常待、上大将军、清河郡开国公；父崔义直官爵终长安县令、纪越二王府长史、使持节陕州诸军事、陕州刺史、清河郡开国公。他本人则曾任左千牛。

## 任职地方
唐高宗麟德（664年-665年）年间，崔知温任灵州都督府司马。州边界上有浑、斛薛两个游牧部落，虽然降顺唐朝，却数次侵掠居民。百姓无暇务农，被迫学习骑射以防卫他们。崔知温建议把浑、斛薛迁到黄河以北，浑、斛薛不同意，胡人将军契苾何力也为他们说话，高宗起初拒绝了崔知温的建议。崔知温15次重新上奏，终于获准。当浑、斛薛人到了新的定居处后，发现牧地肥沃，喜欢上了那里。一次斛薛首领入朝长安觐见高宗时，路过灵州，感谢崔知温的建议为他们造福，拜伏而去。
崔知温四迁兰州刺史。一次，党项羌军三万攻兰州，州治内几乎没有唐军，众人大为恐慌。崔知温开城门作无事状，党项军以为城内有伏兵，绕过兰州而行。后来将军权善才率救兵至，败党项。多数党项军投降，权善才起初想屠戮他们，但崔知温指出全数屠戮不妥，可能引发暴变，阻止了杀戮。权善才感激崔知温的建议，想送他500降人，崔知温拒绝了，说自己的建议是为了让国家得益，而非为己谋私利。后，党项余部因此投降崔知温。

## 任职中央
后，崔知温被召回长安任尚书左丞。永隆元年（680年）四月，因官秩不够高，拜黄门侍郎，特诏同中书门下三品，为实质宰相，与侍中郝处俊、左庶子高智周、给事中刘景先兼修国史。开耀元年（681年）七月，迁中书令。永淳元年（682年）四月，高宗想任用黄门侍郎郭待举、兵部侍郎岑长倩、秘书员外少监、检校中书侍郎郭正一、吏部侍郎魏玄同，对崔知温说：“待举等资任尚浅，且令预闻政事，未可与卿等同名。”于是授郭待举四人同中书门下平章事，从此外司四品以下知政事者皆用此衔。弘道元年（683年）三月，崔知温卒，以礼葬，赠荆州大都督，谥忠。
唐德宗年间，绘图凌烟阁。

## 家庭

### 妻
- 杜德（642年—719年1月10日），赵州长史杜延福女，历封武城郡夫人、清河郡太夫人、齐国太夫人，658年成婚

### 子孙
- 崔泰之，左丞黃門侍郎、工部尚書，最初作为職方郎中参与平定张易之、张昌宗之乱。银青光禄大夫、守工部尚书，赠荆州大都督、清河郡开国公、上柱国。孙崔備，工部郎中
- 崔庆之，字孝昌，正议大夫、行太子右赞善大夫、判太子率更令、上柱国
- 崔諤之，字元忠，最初作为商州司馬参与平定韋後之乱，功第二，银青光禄大夫、太府卿、少府监、赠兖州都督、上柱国、赵国公，食邑五千户
  - 崔承训，嗣子
  - 崔錡

## 延伸阅读
[在维基数据编辑]
 《舊唐書·卷185上》，出自刘昫《舊唐書》
 《新唐書·卷106》，出自《新唐書》